# Aedes simulans
Aedes simulans är en tvåvingeart som först beskrevs av Robert Newstead och Carter 1911.  Aedes simulans ingår i släktet Aedes och familjen stickmyggor. Inga underarter finns listade i Catalogue of Life.